# Paulusschwestern von Chartres
Die Paulusschwestern von Chartres (auch Töchter des hl. Paul, Hospitalerinnen des hl. Paul oder Hospitalerinnen von Chartres, französisch: Soeurs de Saint-Paul de Chartres, Ordenskürzel: SPC) sind seit 1694 eine weibliche römisch-katholische Ordensgemeinschaft, die weltweit in Unterricht und Krankenpflege tätig ist. Der Sitz ist heute in Rom. Sie sind nicht zu verwechseln mit den aus ihnen hervorgegangenen Sisters of Charity of St Paul the Apostle, SP, mit Sitz in Birmingham.

## Geschichte
Die 1694 in Levesville la Chenard (südöstlich Chartres) von Louis Chauvet gegründete Schwesterngemeinschaft der „Filles de l’Ecole“ (Schultöchter oder: Schulschwestern) wurde 1708 von Bischof Paul Godet des Marais (1647–1709) nach Chartres geholt (Rue Saint-Maurice). Er gab ihnen den Namen „Filles de Saint-Paul“ (später: Soeurs hospitalières de Saint-Paul und endgültig: Soeurs de Saint-Paul de Chartres) und setzte den Kanonikus Claude Maréchaux (auch: Maréchaulx) († 2. Juli 1716) als geistlichen Oberen ein. Maréchaux verfasste die Ordensregel und eine geistliche Anleitung, die erst im 19. Jahrhundert gedruckt wurden.
Die Paulusschwestern von Chartres gründeten bis 1791 allein in Frankreich 46 Filialen. Ab 1727 waren sie in Französisch-Guyana, ab 1771 auf Mauritius und Réunion tätig. Als besonders fruchtbar erwies sich 1734 die von Kardinal de Rohan angeforderte Aussendung nach Straßburg, aus der die Föderation Vinzentinischer Gemeinschaften hervorging.
Nach der Auflösung 1791 durch die Französische Revolution kehrten die Schwestern 1802 nach Chartres zurück (Rue Saint Jacques). Im 19. Jahrhundert waren sie in Frankreich an mehr als 100 Orten vertreten. In Europa wirkten sie ab 1847  unter Geneviève Dupuis (1813–1903) in England, wo sie sich 1864 selbständig machten (heute unter dem Namen Sisters of Charity of St Paul the Apostle, SP), ferner ab 1881 in Belgien, ab 1900 in der Schweiz, ab 1903 wieder in England, ab 1924 in Italien. Außerhalb Europas wirkten sie ab 1817 auf Martinique, ab 1820 auf Guadeloupe, ab 1848 in China, ab 1860 in Indochina (unter Führung von Mutter Benjamin Le Noël de Groussy, 1821–1884), ab 1878 in Japan, ab 1888 in Korea, ab 1898 in Siam (heute Thailand), ab 1904 in Laos und auf den Philippinen, ab 1930 in Kanada. Heute befindet sich das Mutterhaus in Rom (Via della Vignaccia 193) in einem Gebäude des Architekten Silvio Galizia und verwaltet 4000 Schwestern in 36 Ländern.

### Oberinnen (unvollständig)
- Marie Micheau –1702
- Marie-Anne de Tilly (* 8. März 1665 in Allaines, Mitgründerin) 1702–1703
- Marie-Thérèse du Tronchay 1703–1717
- Barbe Foucault 1717–1726
- Anne-Marie Deslandres –
- Marie-Jeanne Ginon –
- Marie Josseaume 1790–1834
- Maria Rouyrre (* 19. September 1791 in Versailles; † 1869) 1834–1843, 1855–1861

…
- Maria Goretti Lee 2025

### Gründungstexte
- Règlement pour les Soeurs hospitalières de Saint-Paul établies à Chartres et connues sous le nom de Soeurs de Saint-Maurice. A. Le Clère et Cie, Paris 1861.
- Claude Maréchaux: Instructions pour bien faire ses actions. Poussielgue frères, Paris 1891.